# Jamoigne
Jamoigne (wa. Djamogne) – dzielnica (section) miasta Chiny w Belgii, w Regionie Walońskim, w prowincji Luksemburg, w okręgu Virton. 1 stycznia 2020 roku liczyła 1470 mieszkańców. Do 31 grudnia 1976 r. samodzielna gmina. 

## Demografia
Liczba mieszkańców, stan na 1 stycznia:
| Rok                | 1930 | 1947 | 1961 | 2020 |
| ------------------ | ---- | ---- | ---- | ---- |
| Liczba mieszkańców | 1173 | 1166 | 1200 | 1470 |